# 史密斯-沃尔泰拉-康托尔集

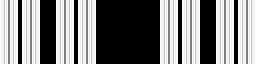
当黑色的区间被移除，余下的白色点构成一个测度为1/2的无处稠密集。

在数学中，史密斯-沃尔泰拉-康托尔集（SVC），胖康托尔集，或ε-康托尔集是实直线 ℝ 上的无处稠密点集（不包含任何区间），同时具有非零测度。史密斯-沃尔泰拉-康托尔集得名于数学家亨利·史密斯，维多·沃尔泰拉和乔治·康托尔。它同胚于康托尔三分点集，也是一个分形。

## 构造
类似于康托尔集，史密斯-沃尔泰拉-康托尔集也是通过从单位区间 [0, 1] 移除某些区间进行构造。

第一步先移除区间 [0, 1] 的中间1/4（也就是移除中点1/2处两侧各1/8的部分），得到余下的集合为
{\displaystyle \left[0,{\frac {3}{8}}\right]\cup \left[{\frac {5}{8}},1\right].}
接下来的步骤是，对于已经得到的2n−1个区间，移除每一个区间中间长度为1/22n的子区间。例如第二步里，区间(5/32, 7/32)与(25/32, 27/32)被移除，余下
{\displaystyle \left[0,{\frac {5}{32}}\right]\cup \left[{\frac {7}{32}},{\frac {3}{8}}\right]\cup \left[{\frac {5}{8}},{\frac {25}{32}}\right]\cup \left[{\frac {27}{32}},1\right].}
继续不断地移除，那么史密斯-沃尔泰拉-康托尔集就是那些永远不会被移除的点组成的集合。下面的图片展示出最初的集合和前五步分别得到的集合。
史密斯-沃尔泰拉-康托尔集的构造中，每下一步所移除的区间成比例地小于留下的区间。这可以同康托尔集对比，康托尔集从每个区间移除子区间的长度比例为常量。因此，前者有非零测度，而后者测度为零。

## 性质
根据构造方法，史密斯-沃尔泰拉-康托尔集不包含任何区间，因而有空的内部。它同时也是一列闭集的交，这意味着它也是闭集。在这过程中，有总长度为
{\displaystyle \sum _{n=0}^{\infty }{\frac {2^{n}}{2^{2n+2}}}={\frac {1}{4}}+{\frac {1}{8}}+{\frac {1}{16}}+\cdots ={\frac {1}{2}}\,}
的区间被从 [0, 1] 上移除，说明余下的点集测度为1/2。这使史密斯-沃尔泰拉-康托尔集给出一个边界有非零勒贝格测度的紧集的例子。

## 其他胖康托尔集
一般而言，按照此类算法，在每一步里，都从每一个剩余的区间中移除一个小的子区间，最终会得到一个类康托尔集。这个集合有非零测度当且仅当被移除的这一列区间测度之和比最初的区间小。